# Gai Atini Labeó
Gai Atini Labeó (en llatí Caius Atinius Labeo) va ser un magistrat romà del segle ii aC. Formava part de la gens Atínia, una família romana poc coneguda d'origen plebeu.
Va ser tribú de la plebs l'any 197 aC i pretor peregrí el 195 aC.